# Haemodoraceae
Die Haemodoraceae sind eine Pflanzenfamilie in der Ordnung der Commelinaartigen (Commelinales) innerhalb der Monokotyledonen. Viele Sorten der Känguru-Blume (Anigozanthos flavidus) werden als Zierpflanzen verwendet.

## Beschreibung

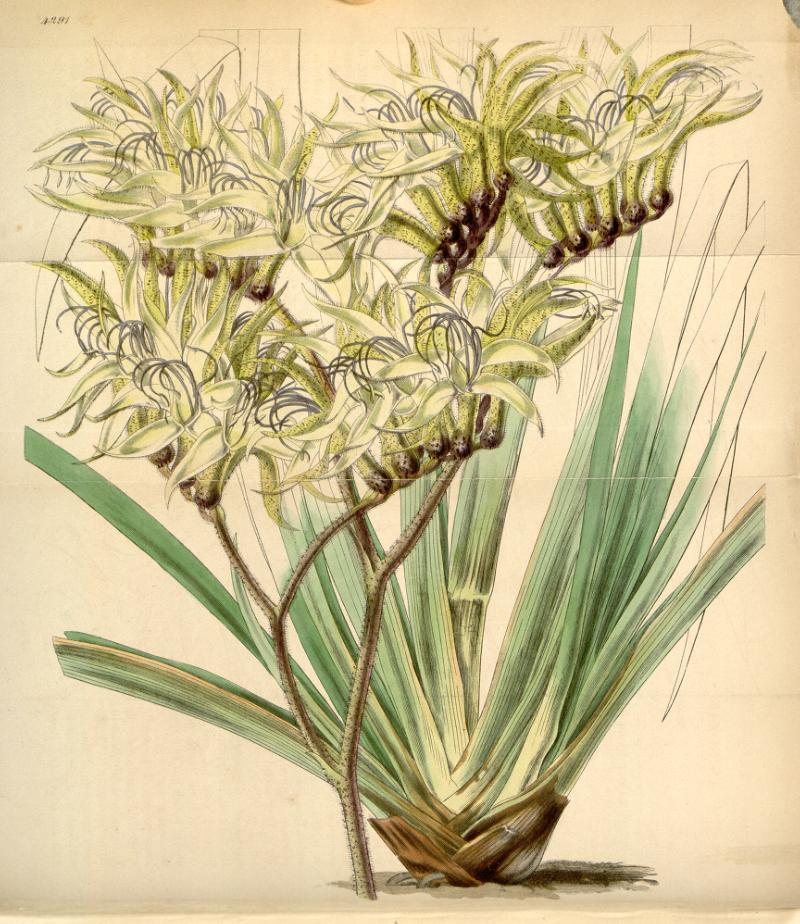
Illustration von Macropidia fuliginosa

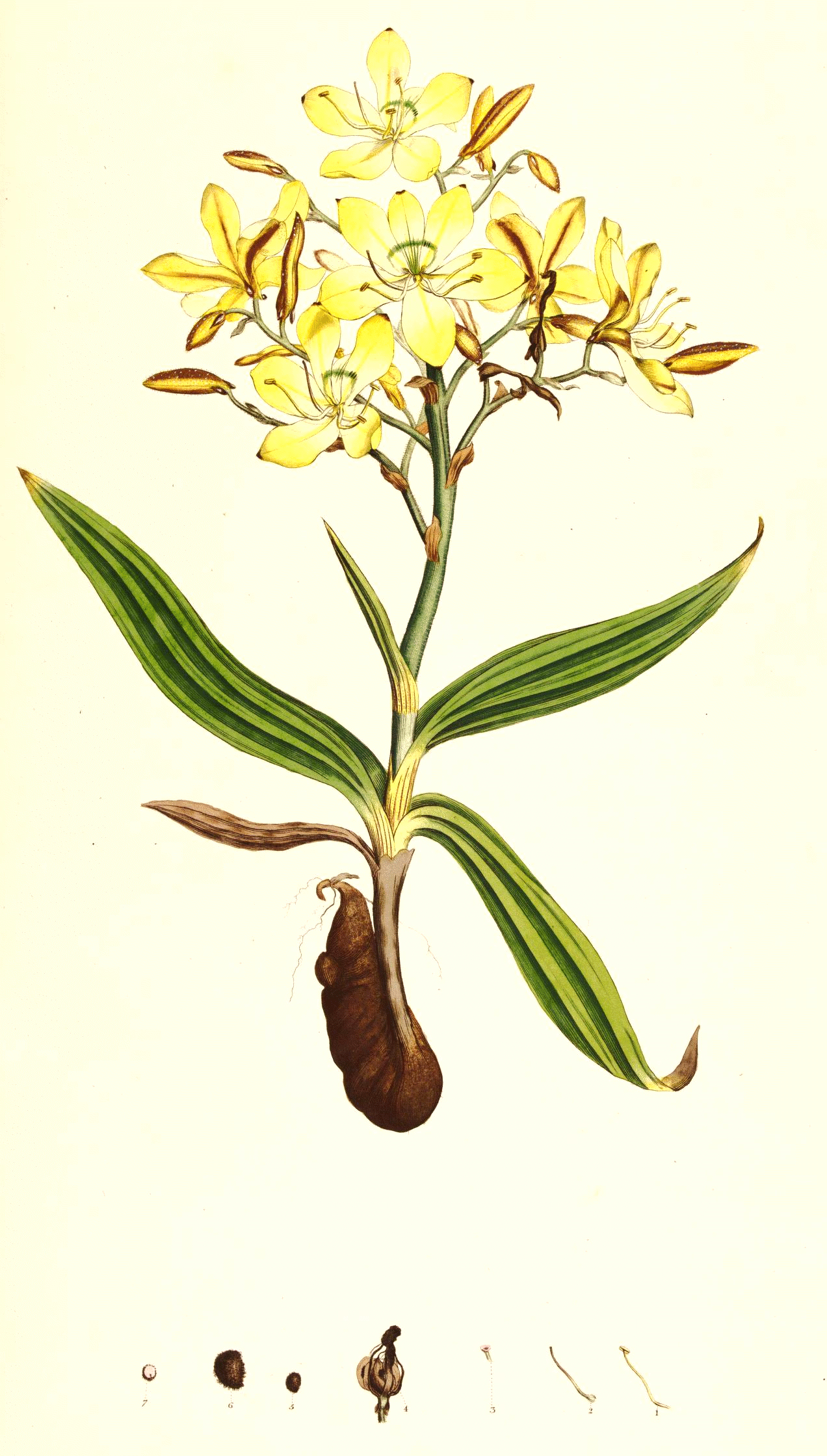
Illustration von Wachendorfia paniculata

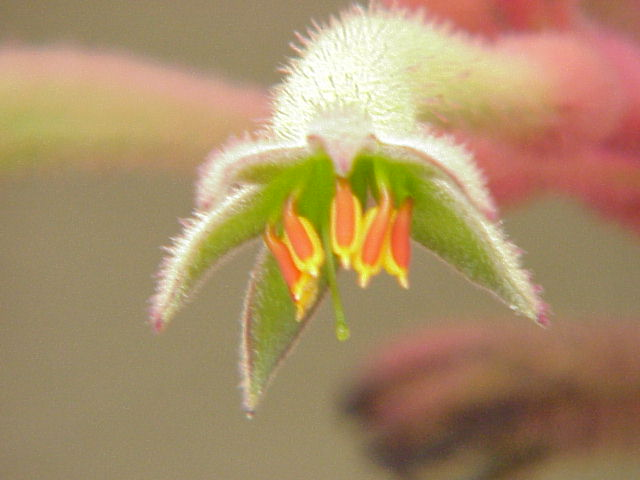
Zygomorphe Einzelblüte der Känguru-Blume (Anigozanthos flavidus)

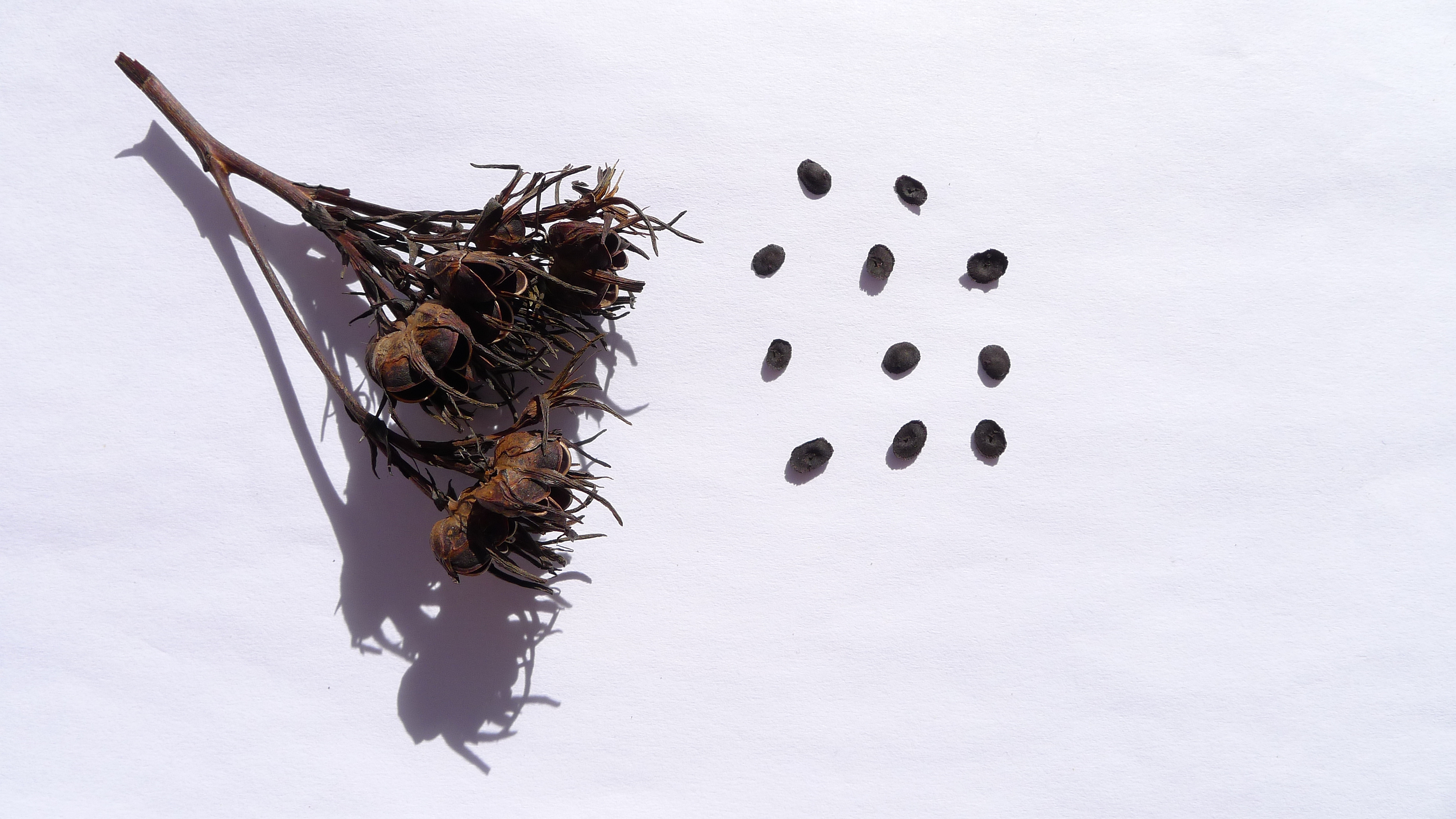
Kapselfrüchte und Samen von Haemodorum planifolium

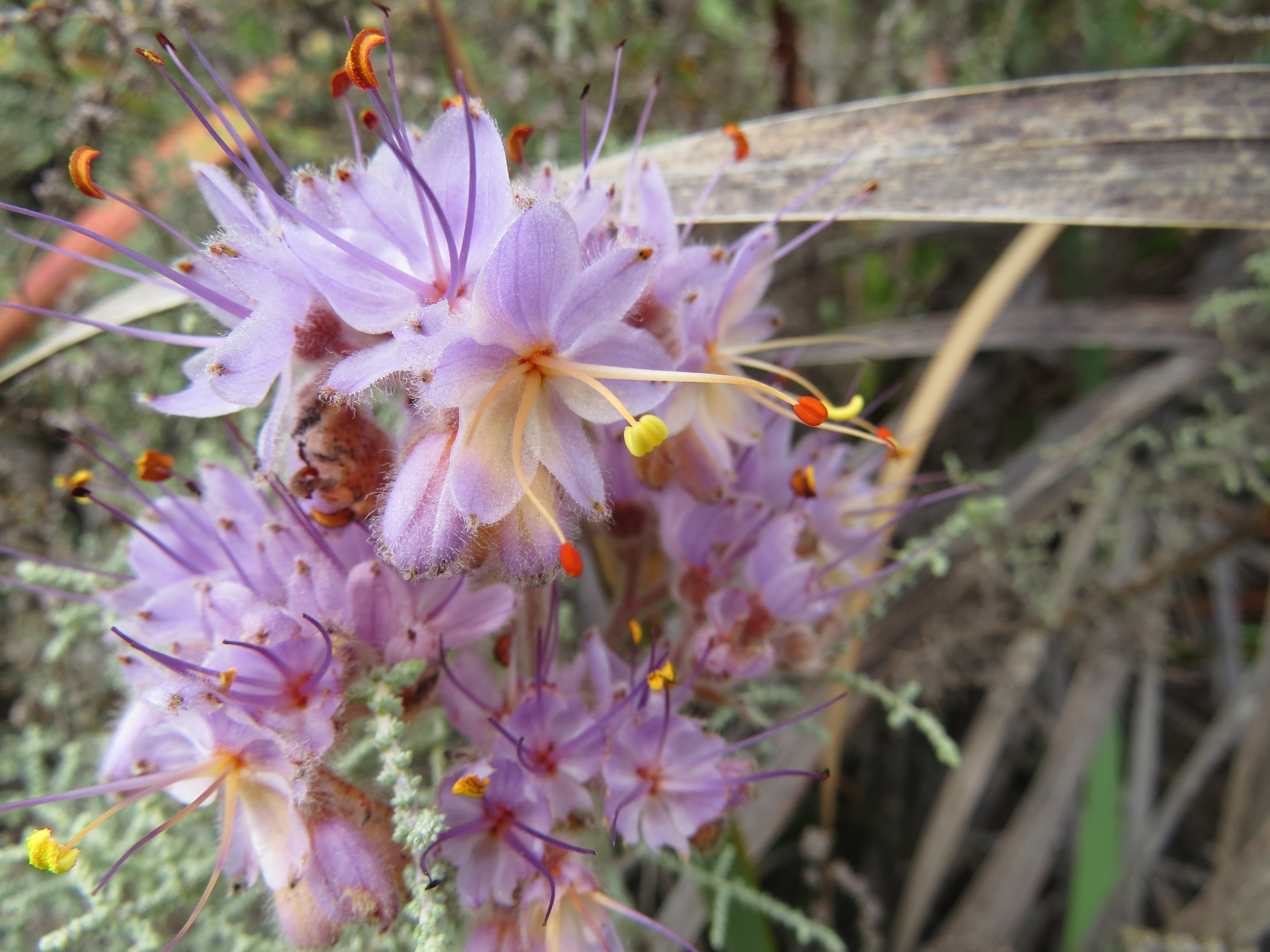
Unterfamilie Haemodoroideae: Blütenstand von Dilatris ixioides

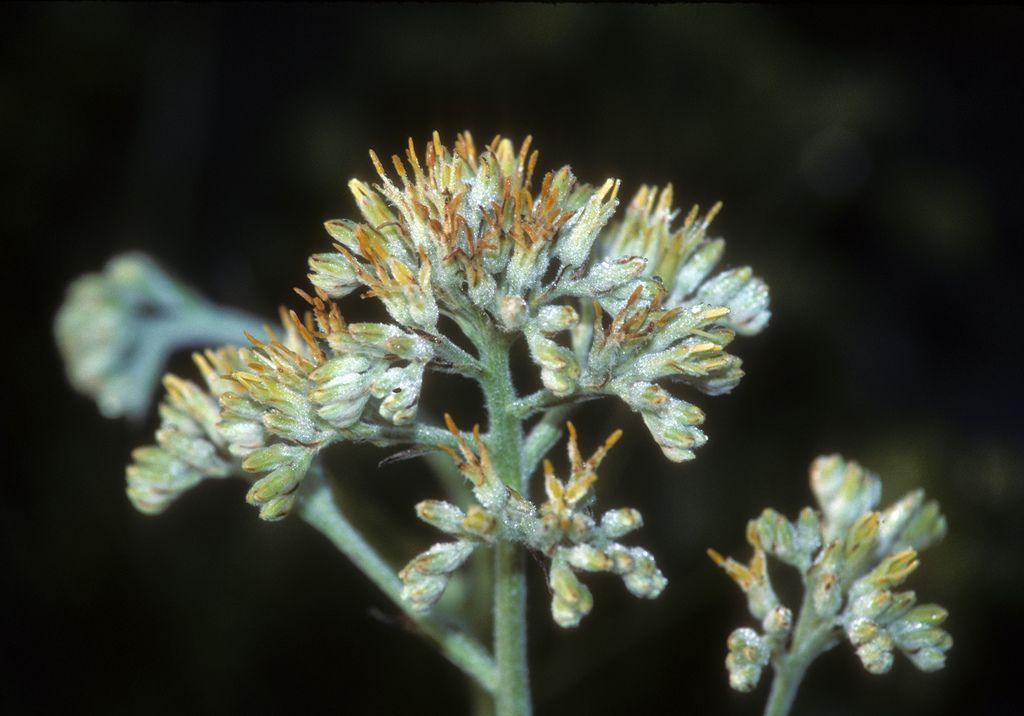
Unterfamilie Haemodoroideae: Lachnanthes caroliniana

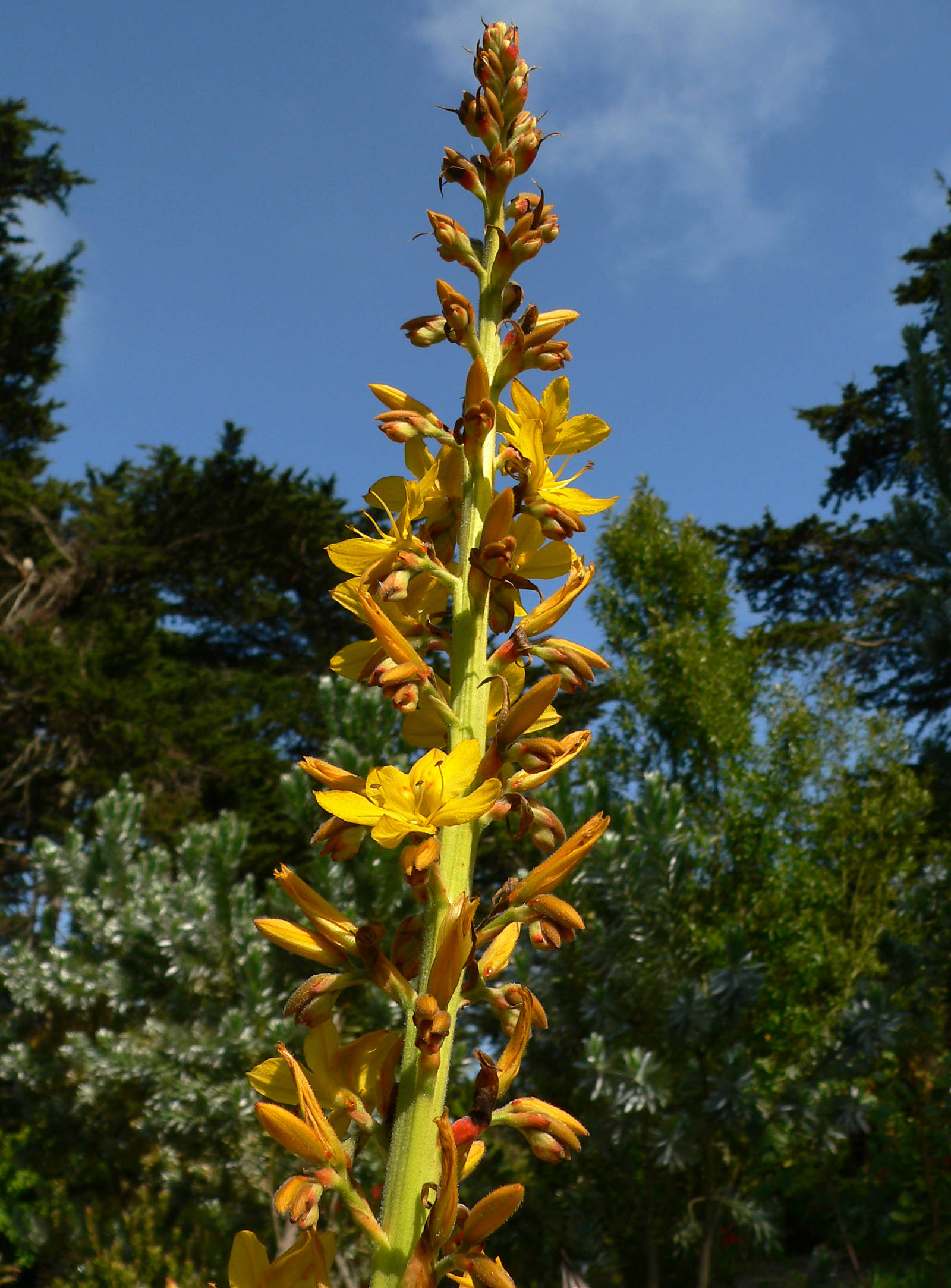
Unterfamilie Haemodoroideae: Wachendorfia thyrsiflora

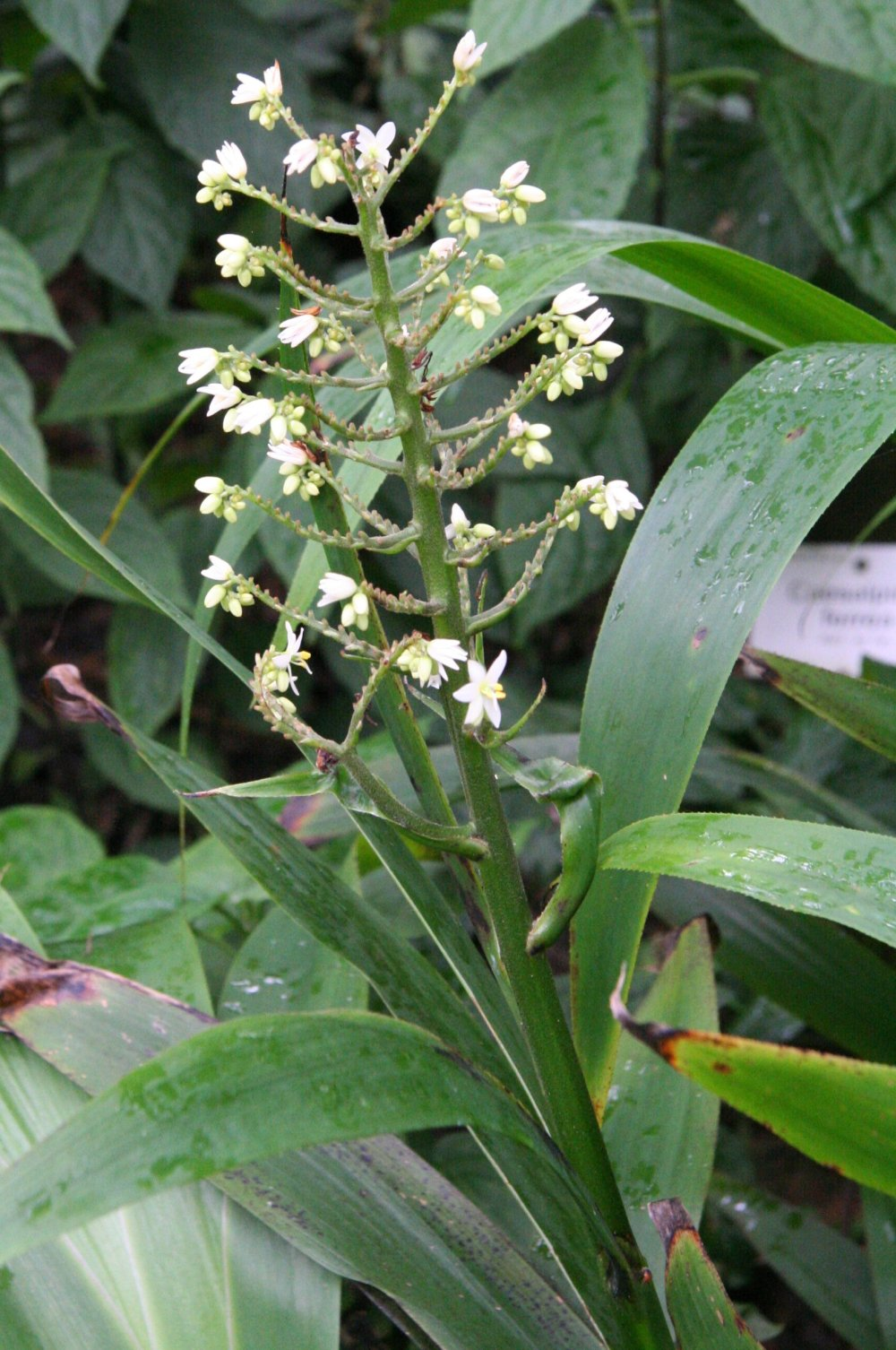
Unterfamilie Haemodoroideae: Xiphidium caeruleum

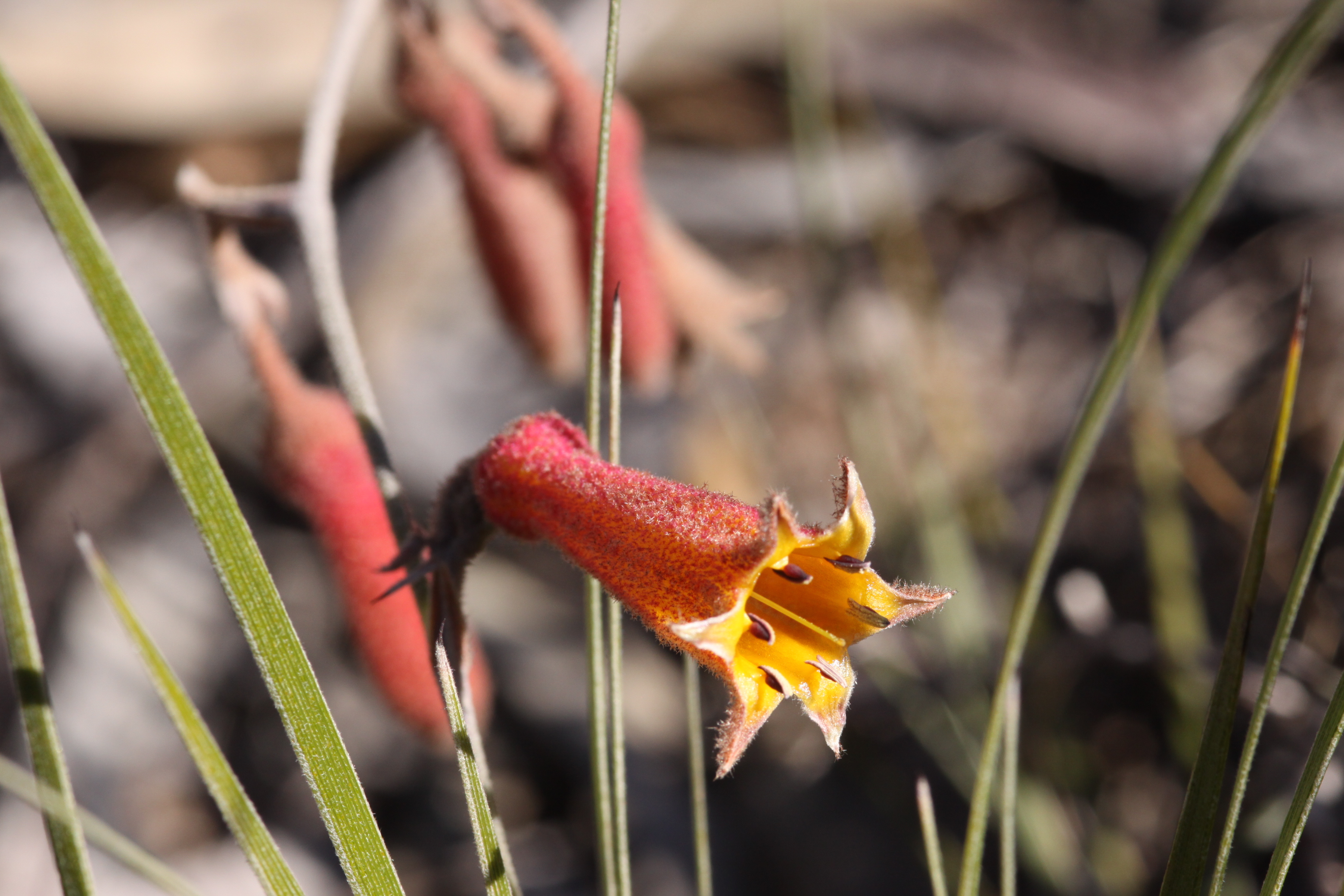
Unterfamilie Conostyloideae: Blancoa canescens

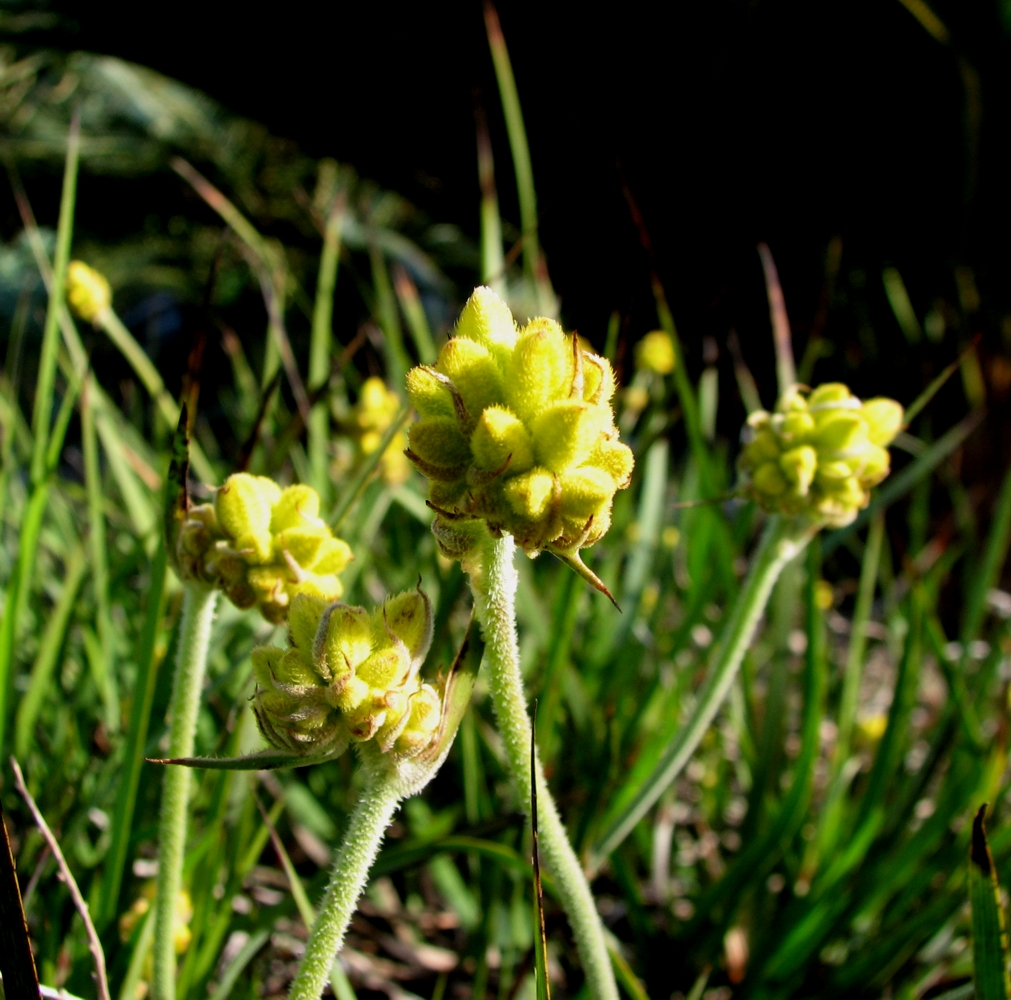
Unterfamilie Conostyloideae: Conostylis aculeata

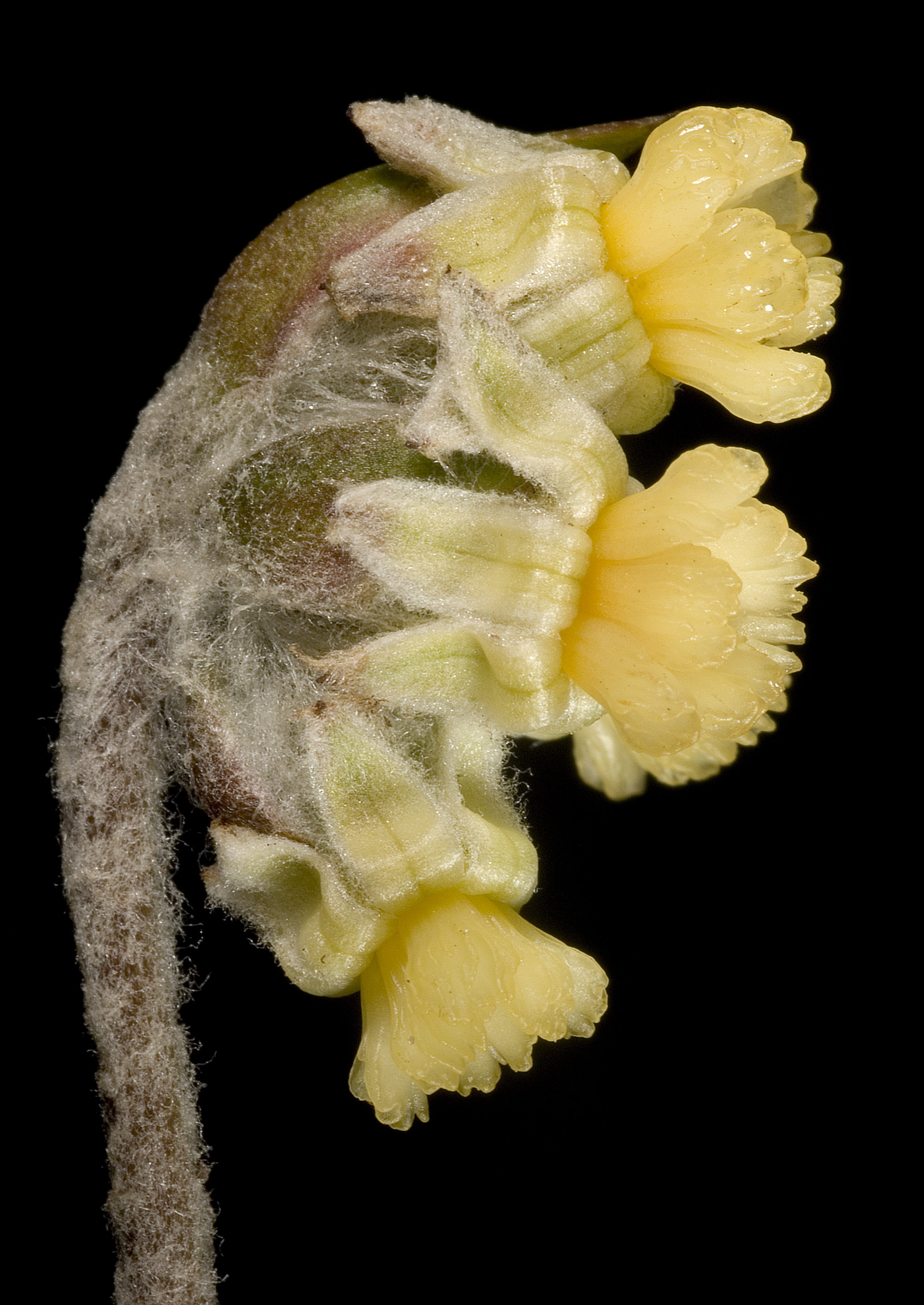
Unterfamilie Conostyloideae: Blütenstand von Tribonanthes brachypetala

### Erscheinungsbild und Laubblätter
Die Arten der Haemodoraceae sind ausdauernde krautige Pflanzen. Sie enthalten oft einen farbigen (orangefarbenen bis roten) Saft. Sie bilden meistens unterirdische Speicherorgane: Knollen oder Rhizome. Die Gewebe der unterirdischen Pflanzenteile sind oft leuchtend rot pigmentiert. Bei Haemodorum ist eine Pigmentierung in den Geweben der ganzen Pflanze vorhanden. Die Stängel sind unverzweigt.
Die Laubblätter sind wechselständig meistens direkt über dem Boden rosettenartig oder zweireihig am Stängel verteilt angeordnet. Die ungestielten, einfachen Laubblätter sind mehr oder weniger linealisch, ledrig, parallelnervig und ganzrandig. Manche Taxa besitzen xeromorphe Laubblätter. Die Stomata sind paracytisch.

### Blütenstände und Blüten
Die Blüten stehen einzeln oder meistens in zymösen oder traubigen Blütenständen zusammen.
Die zwittrigen Blüten sind dreizählig und meistens zygomorph, selten radiärsymmetrisch. Sie weisen gleichgestaltete Blütenhüllblätter auf. Bei der Unterfamilie Haemodoroideae sind die Blütenhüllblätter frei und es gibt zwei Blütenhüllblattkreise, also sechs Tepalen pro Blüte. Bei der Unterfamilie Conostyloideae sind die Blütenhüllblätter zu einer Röhre verwachsen und es gibt nur einen Blütenhüllblattkreis, also drei Tepalen pro Blüte. Die Farben der Blütenhüllblätter reichen von weiß bis grün und von gelb über orangefarben bis rot und sogar fast schwarz. Die Blütenhüllblätter sind auf der Außenseite mehr oder weniger intensiv behaart. Pro Blüte gibt es ein oder zwei Kreise mit je drei ungleichen Staubblättern. Bei Pyrrorhiza und Schiekia sind zwei Staminodien vorhanden. Die drei Fruchtblätter sind zu einem ober- bis unterständigen Fruchtknoten verwachsen mit einer bis 50 Samenanlagen je Fruchtknotenkammer. Die ursprünglich drei Teile des Griffels sind teilweise frei bis vollkommen verwachsen. Es sind Septalnektarien vorhanden.

### Früchte und Samen
Es werden Kapselfrüchte, Spaltfrüchte oder Nussfrüchte gebildet. Die Stärke enthaltenden Samen sind meist ungeflügelt oder bei Haemodorum geflügelt; sie können glatt oder behaart sein.

### Inhaltsstoffe und Chromosomenzahlen
Es werden oft Calciumoxalat-Kristalle als Raphide eingelagert. Es sind Flavonole enthalten: Kaempferol (Anigozanthos und Haemodorum) und Quercetin (Haemodorum). Die Chromosomengrundzahlen betragen x = 4 bis 8, oder 12, 15, 19 bis 21.

## Ökologie
Die Bestäubung erfolgt durch eine Vielzahl unterschiedlicher Tiere: Insekten (Conostylis von Bienen-Arten; Entomophilie), Vögel (die australischen Anigozanthos, Blancoa, Macropidia werden von Honigvögeln bestäubt; Ornithophilie) oder bei manchen Arten durch kleine Säugetiere.
Die einzige australische Schmetterlingsart (Lepidoptera), von der es Berichte gibt, dass sie an Arten der Haemodoraceae frisst, ist Motasingha trimaculata.

## Systematik und Verbreitung
Taxa dieser Familie gedeihen von den Tropen bis in die warmen gemäßigten Breiten. Ein Verbreitungsschwerpunkt ist Australien. Auch in der Capensis, Neuguinea, den südöstlichen USA, Zentralamerika und tropischen Südamerika sind Taxa beheimatet.
Die Erstveröffentlichung des Familiennamens Haemodoraceae erfolgte 1810 durch Robert Brown in Prodromus Florae Novae Hollandiae, 299. Typusgattung ist Haemodorum Sm. Synonyme für Haemodoraceae R.Br. sind: Conostylidaceae Takht., Wachendorfiaceae Herb., Xiphidiaceae Dumort.
Die Haemodoraceae und Pontederiaceae sind Schwestergruppen und zu diesen beiden Familien ist Philydraceae eine Schwestergruppe innerhalb der Ordnung der Commelinales.
Die Familie der Haemodoraceae ist in zwei Unterfamilien mit 14 Gattungen gegliedert und enthält 108 bis 116 Arten:
- Unterfamilie Haemodoroideae: Es ist nur ein Kreise mit drei fertilen Staubblättern vorhanden. Sie enthält etwa acht Gattungen mit etwa 39 Arten:
  - Barberetta Harv.: Sie enthält nur eine Art:[5]
    - Barberetta aurea Harv.: Sie kommt in den südafrikanischen Provinzen Ostkap sowie KwaZulu-Natal vor.

  - Cubanicula Hopper, J.E.Gut., E.J.Hickman, M.Pell. & Rhian J.Sm., mit nur einer Art.
    - Cubanicula xanthorrhizos (C.Wright ex Griseb.) Hopper, J.E.Gut., E.J.Hickman, M.Pell. & Rhian J.Sm.: Dieser Endemit kommt nur im westlichen Kuba und auf der Isla de la Juventud vor.[5]

  - Dilatris P.J.Bergius: Die vier Arten kommen nur in der Capensis vor.[6]
  - Haemodorum Sm.: Die seit 2015 etwa 27 Arten sind hauptsächlich im gesamten Australien und in Tasmanien, außerdem in Neuguinea verbreitet.[5]
  - Lachnanthes Elliott (Syn.: Anonymos Walter nom. rej., Camderia Dumort. nom. superfl., Gyrotheca Salisb. nom. superfl., Heritiera J.F.Gmel. nom. illeg.): Sie enthält nur eine Art:[5]
    - Lachnanthes caroliniana (Lam.) Dandy: Sie ist im östlichen Nordamerika von Kanada bis zu den Vereinigten Staaten und im westlichen Kuba, kleinen karibischen Inseln sowie auf Inseln vor Honduras verbreitet.[5]

  - Pyrrorhiza Maguire & Wurdack: Sie enthält nur eine Art:[5]
    - Pyrrorhiza neblinae Maguire & Wurdack: Es ist ein Endemit des Pico da Neblina im südlichen Venezuela.[5]

  - Schiekia Meisn. (Syn.: Troschelia Klotzsch & M.R.Schomb.): Sie enthält nur eine Art:[5]
    - Schiekia orinocensis (Kunth) Meisn.: Sie ist mit zwei Unterarten im tropischen Südamerika verbreitet.[5]

  - Wachendorfia Burm. (Syn.: Pedilonia C.Presl): Die etwa vier Arten kommen in der Capensis vor.
  - Xiphidium Aubl.: Sie enthält nur zwei Arten:[7][5]
    - Xiphidium caeruleum Aubl.: Sie ist vom zentralen Mexiko über Zentralamerika und auf karibischen Inseln bis ins tropische Südamerika weitverbreitet.[5]
    - Xiphidium pontederiiflorum M.Pell., Hopper & Rhian J.Sm.: Diese Art kommt in Panama, Kolumbien und Ecuador vor.
- Unterfamilie Conostyloideae (Lindl.) T.D.Macfarl. & Hopper: Hier sind die unterirdischen Pflanzenteile nicht rot pigmentiert. Es sind zwei Kreise mit je drei fertilen Staubblättern vorhanden. Sie ist in zwei Tribus gegliedert mit sechs Gattungen und etwa 77 Arten nur im südwestlichen Teil des australischen Bundesstaates Western Australia.
  - Tribus Conostylideae Lindl.: Sie enthält fünf Gattungen:
    - Känguru-Blumen, auch Känguru-Pfoten genannt, (Anigozanthos Labill., Syn.: Anigosia Salisb., Schwaegrichenia Spreng.): Die elf bis zwölf Arten kommen nur im südwestlichen Western Australia vor.[5]
    - Blancoa Lindl.: Sie enthält nur eine Art:[5]
      - Blancoa canescens: Dieser Endemit kommt nur im südwestlichen Western Australia vor.[5]

    - Conostylis R.Br. (Syn.: Androstemma Lindl.): Die 45 bis 46 Arten[5]  kommen nur im südwestlichen Western Australia vor.
    - Macropidia J.Drumm. ex Harv.: Sie enthält nur eine Art:[5]
      - Macropidia fuliginosa (Hook.) Druce (Syn.: Anigozanthos fuliginosus Hook.): Dieser Endemit kommt nur im südwestlichen Western Australia vor.

    - Phlebocarya R.Br.: Die drei Arten kommen nur im südwestlichen Western Australia vor.[5]

  - Tribus Tribonantheae T.D.Macfarl. & Hopper: Sie enthält nur eine Gattung:
    - Tribonanthes Endl.: Die seit 2006 etwa sechs Arten kommen nur im südwestlichen Western Australia vor.[5]

Nicht mehr in diese Familie Haemodoraceae, sondern:
- zu den Mäusedorngewächsen (Ruscaceae) gehören:
  - Liriope Lour.
  - Ophiopogon Ker Gawler
- zu den Nartheciaceae gehören:
  - Aletris L.
  - Lophiola Ker Gawler: Sie enthält nur eine Art:
    - Lophiola aurea Ker Gawler: Sie ist in Nordamerika verbreitet.

## Nutzung
Die Känguru-Blume (Anigozanthos flavidus) mit ihren vielen Sorten ist eine weit verbreitete Zierpflanze für Parks und Gärten, seit kurzer Zeit auch als exotische Zimmerpflanze. Aber auch andere Gattungen enthalten Arten, die als Zierpflanze verwendet werden.
Die Aborigines verwendeten vor allem die unterirdischen Pflanzenteile meist geröstet als Nahrung. Aus Haemodorum kann ein rotes Pigment gewonnen werden.
Lachnanthes carolina wurde von den Ureinwohnern als Rauschdroge verwendet. Man kann aus den unterirdischen Pflanzenteilen einen roten Farbstoff gewinnen. Medizinische Wirkungen wurden untersucht.